# Riv, Jmerînka
Riv (în ucraineană Рів) este localitatea de reședință a comunei Riv din raionul Jmerînka, regiunea Vinnița, Ucraina.

## Demografie
Componența lingvistică a localității Riv
     Ucraineană (98,26%)
     Rusă (1,6%)
Conform recensământului din 2001, majoritatea populației localității Riv era vorbitoare de ucraineană (98,26%), existând în minoritate și vorbitori de rusă (1,6%).